# Fetești (Iași)
Fetești es una localidad rumana de la comuna de Scobinți, en el condado de Iași.

## Historia
Hacia comienzos del siglo XX la localidad, que ya por entonces pertenecía al condado de Iași, formaba parte de la comuna de Bădeni y tenía contabilizada una población de 463 habitantes.
En la segunda mitad del siglo XX la localidad había pasado a formar parte de la comuna de Scobinți, en el condado de Iași. En el censo de 2021 la localidad tenía una población de 1170 habitantes.